# یغیا دندسیان
یغیا دندسیان (ارمنی: Եղիա Տնտեսյան؛ انگلیسی: Yeghia Dndesian؛ ۲۹ مارس ۱۸۳۴ – ۲۳ آوریل ۱۸۸۱) آهنگساز ارمنی‌تبار اهل امپراتوری عثمانی بود.

## زندگی‌نامه
وی در ۲۹ مارس ۱۸۳۴ در کنستانتینوپل به دنیا آمد . وی در ۲۳ اوت ۱۸۸۱ در سن ۴۷ سالگی در کنستانتینوپل درگذشت.
وی به همراه «Nigoghos Tashjian» و «Aristakes Hovannesian» به عنوان عضوی از کمیته (۱۸۱۲–۱۸۷۸) برگزیده شد. دندسیان در نهایت کتابی در پنج جلد تحت عنوان «Sharagan Tzainakryal» یا «Sharagan Notations» در سال به چاپ رساند.